# Тахтамышев, Хизир Махмудович
Тахтамышев Хизир Махмудович — доктор наук, народный поэт республики Карачаево-Черкесия.
Родился 17 октября 1943 г. в ауле Эрсакон Ставропольского края Черкесской автономной области.

## Научная и педагогическая биография
В 1962 году с отличием окончил среднюю школу.
В 1967 году с отличием окончил Южно-Российский государственный политехнический университет с квалификацией инженер.
В 1969 году поступил в очную аспирантуру (Национальный транспортный университет, НТУ).
В 1973 году защитил кандидатскую диссертацию при НТУ.
В 1991 году защитил докторскую диссертацию при НТУ.
Основные работы (учебники и учебные пособия):
- «Основы технологического расчёта автотранспортных предприятий» ISBN 978-5-7695-7467-2, — с грифом УМО Министерства Образования РФ для ВУЗов РФ обучения в магистратуре.
- «Основы оптимального технологического расчёта автосервисных предприятий» ISBN 978-5-9644-0222-0,
- «Оптимизация мощности авто-сервисных предприятий» ISBN 978-5-9644-0169-8
- «Методы оптимального технологического расчета автотранспортных предприятий»[1]

Результаты его многолетних научных исследований были внедрены в ГОС Стандарты по проектированию предприятий автомобильного транспорта, действующие по настоящее время на территории в РФ и странах СНГ (ОНТП-01-90)
, и включают более 170 научных трудов, монографий, учебных пособий и учебников, неоднократно переиздаваемых московским издательским центром «Академия».
УМО Министерства Образования и Науки РФ присуждён Диплом I Степени в номинации «Учебные пособия по подготовке магистров и бакалавров» по специальности «Эксплуатация транспортно-технологических машин и комплексов».
За значительные успехи в научно-педагогической деятельности доктор технических наук, профессор Тахтамышев Хизир Махмудович награжден знаком «Почетный работник высшего профессионального образования Российской Федерации».

## Творческая деятельность
Является членом Союза Писателей России с 1995 г. и регулярно печатается во всероссийских и региональных литературных изданиях и альманахах. Главное место в творчестве поэта занимает жанр стихов-миниатюр (четверостиший) .
Список поэтических сборников:
1. Миниатюры «Меж нами истины река», 1996
2. Стихи и басни «Исток один», 2006
3. Миниатюры «Нет истин вечных», 2006
4. Миниатюры «Дороги истин», 2009
5. Миниатюры «И в даль влекут дороги истин», 2015
6. Миниатюры «10 Секунд Мудрости», 2017

Основные награды:
— В 2017 и 2018 гг. финалист самой масштабной ежегодной литературной премии России — «Поэт Года», учреждённой Российским Союзом Писателей.
— Финалист премии им. Марины Цветаевой в рамках международного литературного конкурса «Славянское слово» в 2017 г., учрежденного Международным Союзом Писателей.
— Российским Союзом Писателей награждён «Медалью Маяковского» — общественной наградой «за вклад в развитие русской культуры и литературы».
— Российским Союзом Писателей награждён звездой «НАСЛѢДIE» — общественной наградой «за вклад в развитие русской литературы».
— Российским Союзом Писателей награждён медалью «Георгиевская лента 250 лет» — общественной наградой «за вклад в укрепление национального самосознания и патриотизма».
— Включён в список «Люди Года 2019» по Северо-Кавказскому и Южному ФО в номинации «Поэт Года»